# Teatro Escuela
El Teatro Escuela o Teatro de la Ciudad Lineal fue un teatro-circo construido en Madrid en 1906 y situado en la calle de Arturo Soria, esquina a lo que luego sería la avenida de América y carretera del aeropuerto de Barajas. Fue diseñado por Ricardo Marcos Bausá y Emilio Vargas, y albergó la Escuela de Educación Artística de Madrid, en el primer tercio del siglo xx. Estuvo integrado en el amplio recinto con teatro, circo, frontón y parque de recreo veraniego, promovido por la Compañía Madrileña de Urbanización en el conjunto de servicios de la Ciudad Lineal.
Decorado tanto en el exterior como en su interior con equilibrados elementos del «art nouveau», destacaba además en su diseño la disposición de su escenario circular avanzada sobre el proscenio, que le permitía adaptarse como pista de circo. Los periódicos de la época lo presentaban como un «delicioso oásis en las descarnadas y polvorientas afueras madrileñas».